# 1137 Raïssa
Az 1137 Raïssa (ideiglenes jelöléssel 1929 WB) a Naprendszer kisbolygóövében található aszteroida. Grigorij Neujmin fedezte fel 1929. október 27-én.